# F 15 (sous-marin)
Pour les articles homonymes, voir F15.
Le F 15 est un sous-marin italien de la classe F, lancé pendant la Première Guerre mondiale et en service dans la Regia Marina.

## Caractéristiques
La classe F déplaçait 260 tonnes en surface et 320 tonnes en immersion. Les sous-marins mesuraient 46,63 mètres de long, avaient une largeur de 4,22 mètres et un tirant d'eau de 2,62 mètres. Ils avaient une profondeur de plongée opérationnelle de 40 mètres. Leur équipage comptait 2 officiers et 24 sous-officiers et marins.
Pour la navigation de surface, les sous-marins étaient propulsés par deux moteurs diesel FIAT de 325 chevaux-vapeur (cv) (239 kW) chacun entraînant deux arbres d'hélices. En immersion, chaque hélice était entraînée par un moteur électrique Savigliano de 250 chevaux-vapeur (184 kW). Ils pouvaient atteindre 12,3 nœuds (22,8 km/h) en surface et 8 nœuds (14,8 km/h) sous l'eau. En surface, la classe F avait une autonomie de 1 200 milles nautiques (2 222 km) à 9,3 noeuds (17,22 km/h); en immersion, elle avait une autonomie de 139 milles nautiques (257 km) à 1,5 noeuds (2,77 km/h).
Les sous-marins étaient armés de 2 tubes lance-torpilles à l'avant (proue) de 45 centimètres, pour lesquels ils transportaient un total de 4 torpilles. Sur le pont arrière se trouvait 1 canon antiaérien Armstrong de 76/30 mm pour l'attaque en surface. Ils étaient également équipés d'une mitrailleuse Colt de 6,5 mm.

## Construction et mise en service
Le F 15 est construit par le chantier naval Orlando (Cantiere navale fratelli Orlando) de Livourne en Italie, et mis sur cale le 7 octobre 1915. Il est lancé le 27 mai 1917 et est achevé et mis en service le 13 août 1917. Il est commissionné le même jour dans la Regia Marina.

## Historique
Une fois opérationnel, le F 15 est affecté à l'escadron de sous-marins de Brindisi. Le premier commandant de l'unité était le capitaine de corvette (capitano di corvetta) Mario Monelli.
En décembre 1917, il est affecté à la base de Vlora et est employé à la défense de ce port, sous le contrôle du Commandement maritime.
En mai 1918, il est transféré à la Flottille sous-marine à Ancône, mais est basé à Porto Corsini.
Pendant la Première Guerre mondiale, il  a effectué un total de 15 missions offensives au large des côtes ennemies.
Après la signature de l'armistice de Villa Giusti, il est resté stationnée dans le nord de l'Adriatique.
En octobre 1923, il participe au débarquement à Corfou lors du conflit italo-grec concernant l'île.
Il a ensuite participé à divers exercices.
Au cours de l'une d'entre elles, le 6 août 1928, consistant en une attaque simulée contre le croiseur léger Brindisi, naviguant, avec le croiseur éclaireur Aquila et avec l'escorte de la 5e flottille de destroyers, de Porec à Pula (exercice au cours duquel le F 15 - qui a 7 apprentis motoristes à bord - a effectué une manœuvre d'attaque correcte), son navire-jumeau (sister ship) F 14 est accidentellement éperonné et coulé par le destroyer Missori,
Le F 15 a été l'une des premières unités à arriver sur place et a participé à l'effort de sauvetage, en communiquant avec le sous-marin coulé (les communications ont duré de 10h35 à 21h50) et en y pompant de l'air avec un tuyau, une manœuvre qui s'est avérée fatale, car l'augmentation de la pression, mal compensée, rendait l'air encore plus irrespirable (la létalité du dioxyde de carbone dans l'air augmente avec la pression),. Toutes les tentatives de sauvetage ont été vaines: lorsqu'il a été possible de renflouer le F 14 - trente-quatre heures après le naufrage - il n'a été possible de constater la mort que de tout l'équipage,
Le F 15 poursuit son activité de formation jusqu'en 1929, date à laquelle il est radié le 28 mai 1929 et mis au rebut.